# Testudo marginata
La tortuga griega o tortuga marginada (Testudo marginata) es una especie de tortuga de la familia Testudinidae. Testudo marginata es una de las ocho especies de tortuga clasificadas tradicionalmente dentro del género Testudo, junto con especies cercanas como la tortuga mediterránea (T. hermanni) o la tortuga mora (T. graeca). Es una tortuga endémica de Grecia y fue introducida en Cerdeña hace siglos. Se conocen tres subespecies y junto con la tortuga mediterránea (T. hermanni) es la única tortuga terrestre con distribución íntegramente europea. Es la tortuga europea más grande, y también la más grande del género Testudo, pudiendo llegar a pesar más de 5 kg y medir más de 35 cm de longitud. El caparazón en los especímenes adultos es negro y salpicado de pequeñas manchas amarillas.

## Distribución
Originaria de Grecia, también está presente en Italia, casi exclusivamente en Cerdeña, donde fue introducida hace siglos. Esta especie, que encuentra un hábitat ideal en Cerdeña, se ha vuelto tan generalizada en la isla que actualmente es conocida en Italia como la tortuga sarda. En época prerromana fue importada por los etruscos para ser utilizada en los ritos de entierro en Roma, los restos de una tortuga marginada (T. marginata) fueron encontrados en una tumba antigua, cerca del Lacus Curtius.

## Taxonomía
Etimología

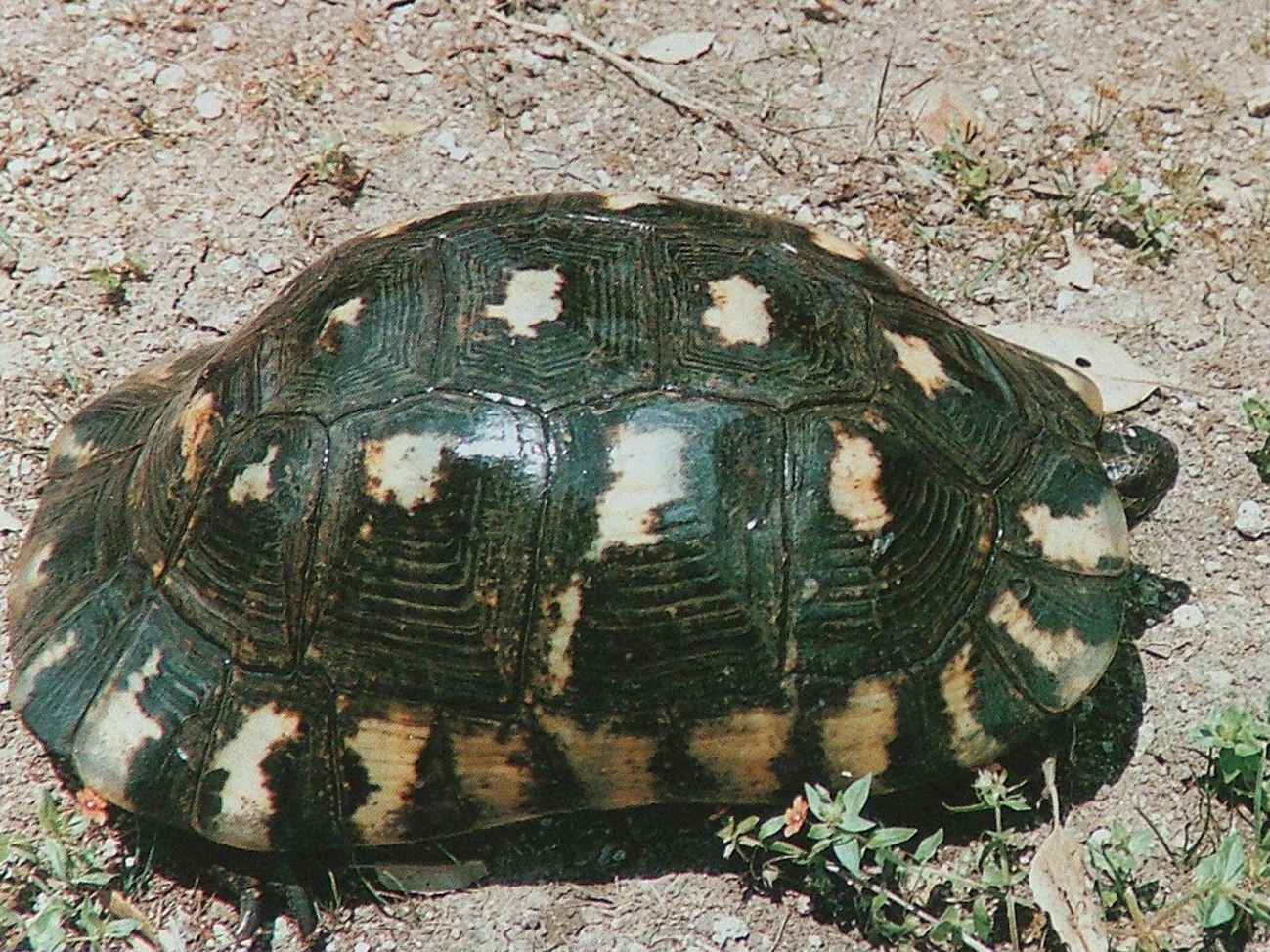
T. marginata sarda.

La tortuga marginada (Testudo marginata) fue identificada en 1792 por el naturalista alemán Johann David Schoepff. La denominación "marginada" hace referencia a la parte posterior del espaldar de los adultos, que tiene un característico faldón, más acentuado en los machos.
Subespecies
- T. marginata marginata (Schoepff, 1792), Grecia

- T. marginata weissingeri (Bour, 1995), sur del Peloponeso

- T marginata sarda (Mayer, 1992), Cerdeña

Sinónimos
- Testudo campanulata (Walbaum, 1782)

- Testudo graja (Hermann, 1804)

- Testudo nemoralis (Schreiber, 1875)

- Testudo tabulados var. campanulata (Walbaum, 1782)

Diferenciación

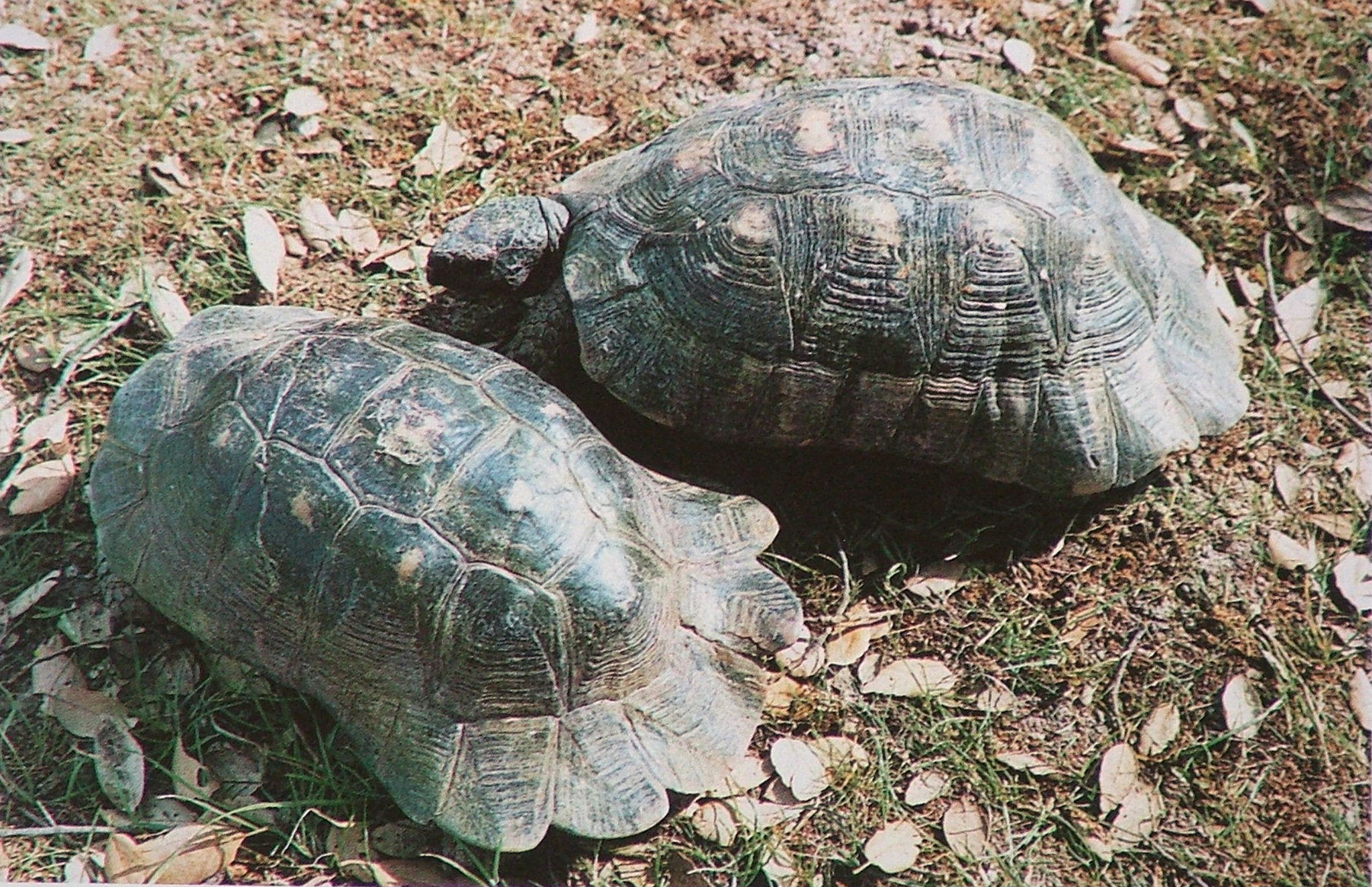
T. marginata marginata (izquierda) y T. marginata sarda (derecha).

La T. marginata Weissingeri (Bour, 1995) es más pequeña (20 o 23 cm) y tiene una coloración más clara, se encuentra en una pequeña zona árida del suroeste del Peloponeso. Pero puede que sus características de deban a factores ambientales ya que en la misma zona también sucede lo mismo con la tortuga mediterránea, la Testudo hermanni del Peloponeso. Existe el temor de que esta subespecie haya sido diezmada por los terribles incendios que asolaron el Peloponeso el verano del 2007.
La T. marginata sarda está presente en Cerdeña, llega a un tamaño considerable, superior a la griega, y es de pigmentación más oscura. La T. marginata sarda tiene el faldón menos inclinado y más suave que la T marginata marginata.
Una subespecie extinguida descrita como T. marginata cretense persistió en la isla de Creta antes de la final de la última edad de hielo según el registro fósil encontrado.
La T. marginata está estrechamente relacionada con la Testudo graeca según los estudios genéticos, las dos tienen características físicas muy similares y seguramente divergieron porque T. marginata se adaptó en las regiones más montañosas. La prueba de que T. marginata procede de una T. gaeca encestral es que todavía hoy su cruce produce híbridos fértiles, y la amplia región geográfica y el número extremadamente grande de subespecies de Testudo graeca, incluyendo una subespecie de Turquía con un faldón bastante pronunciado en la parte posterior del espaldar. Testudo marginata, en cambio, presenta un aspecto mucho más unificado, que apunta hacia una aparición posterior en la historia evolutiva. La tortuga egipcia (Testudo kleinmanni) también se separó de T. graeca en la misma época que T. marginata, y es todavía más próxima a la tortuga marginada genéticamente.

## Revisión de la clasificación
Recientes estudios genéticos comparativos dudan de la división en tres subespecies de T. marginata atribuyendo las diferencias a factores ambientales. En una clasificación hecha sobre la base de los recientes datos moleculares y de la morfología del género Testudo se ha propuesto cambiar el nombre de la especie T. marginata a Chersus junto a (Gmira, 1993) junto a Chersus Kleinmanni (Testudo kleinmanni). Los estudios genéticos han demostrado que Testudo graeca es más próxima genéticamente a T. marginata que a Testudo hermanni, y que T. hermanni es más próxima a Testudo horsfieldii que a T. graeca, por esta razón también se ha propuesto dividir el género Testudo con el grupo Agrionemys, que incluye a T. hermanni y a T. horsfieldii, y el grupo de T. marginata, T. graeca y T. kleinmanni.

## Morfología

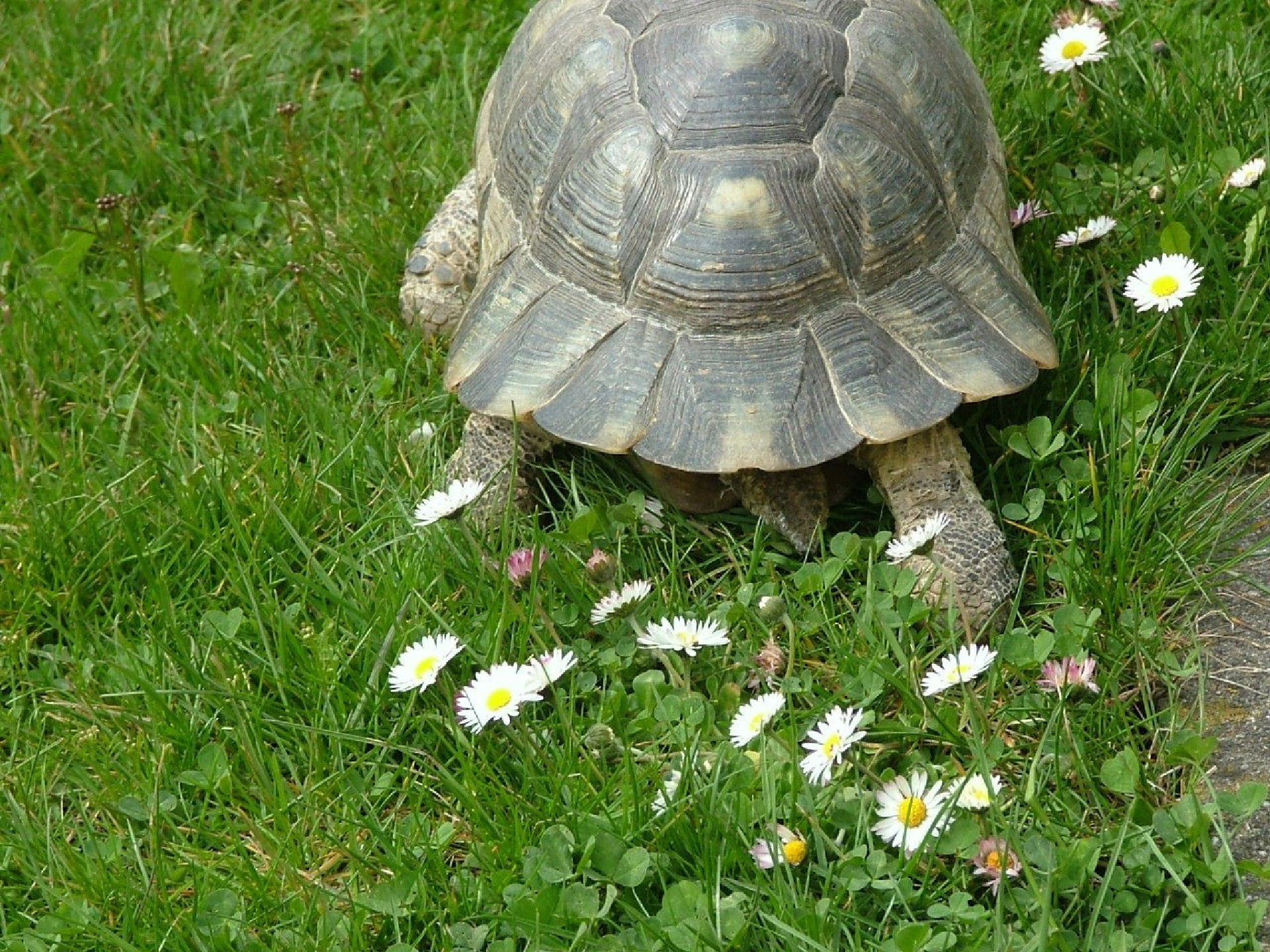
Faldón típico de T. marginata.

La tortuga marginada (T. marginata) es la tortuga más grande del género Testudo, puede alcanzar los 35 cm, aunque la media son unos 25-30cm de los machos y unos 24-28cm de las hembras. Las hembras pesan más que los machos porque son más estrechos. El carácter distintivo de la especie está presente en el peto, 3-5 pares de triángulos negros con el vértice apuntando hacia la cola. Otro carácter único de la especie es la presencia de un faldón característico formado por las placas marginales posteriores. La placa supracaudal no está dividida y tampoco tiene la típica funda córnea de la punta de la cola de Testudo hermanni ni el típico espolón córneo de la parte posterior de cada muslo de Testudo graeca.
El espaldar de T. marginata es negro con los puntos centrales de las placas centrales y laterales de color amarillo. El plastrón es amarillo y tiene sobre cada placa una característica mancha negra en forma de triángulo. La cabeza es muy oscura y las patas son oscuras o de marrón amarillento. Las crías tienen una coloración mucho más clara, parecida a las de Testudo hermanni o Testudo graeca, pero ya tienen los típicos triángulos en el plastrón.

## Dimorfismo sexual

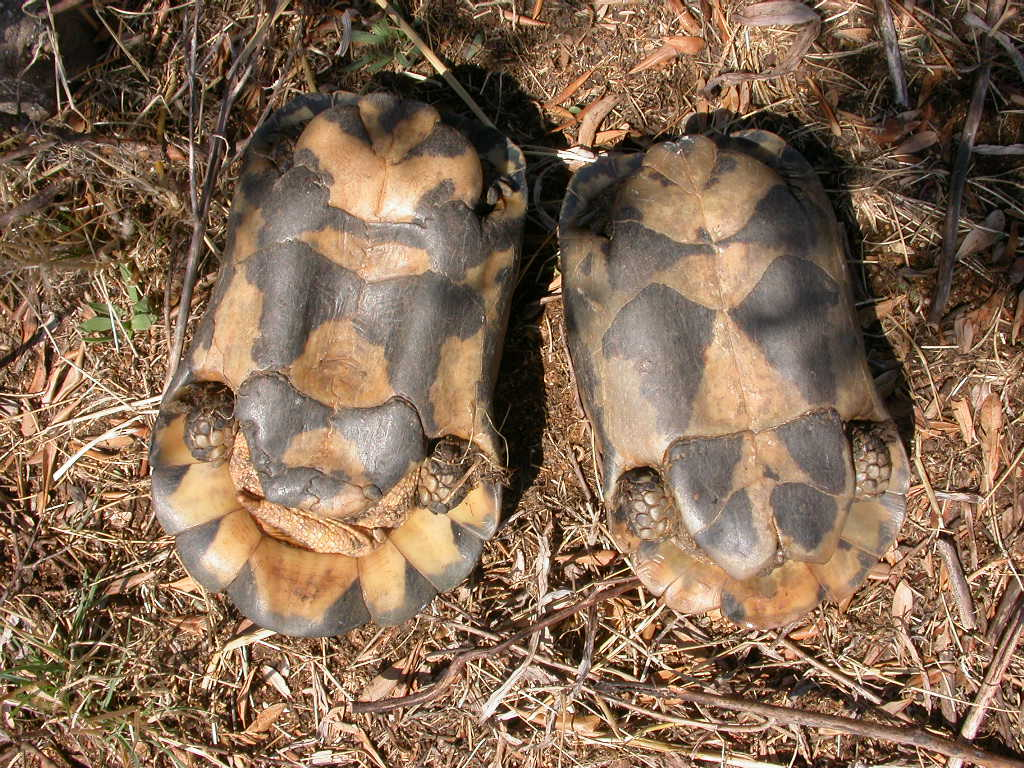
Dimorfismo sexual de T. marginata: izquierda-macho, derecha-hembra.

El reconocimiento del sexo se lleva a cabo a través de la identificación de las características sexuales secundarias. Los machos tienen una cola larga, fuerte y gruesa en la base y el característico faldón más pronunciado. La apertura cloacal lejos de la base de la cola es mayor en los machos. Los machos adultos tienen una concavidad más pronunciada en el peto para facilitar el montaje en el caparazón de la hembra, el plastrón de las hembras, los juveniles y subadultos es plano. El ángulo formado por el plastrón anal es mucho mayor en los machos, la altura de la misma pero, es mayor en la hembra, el escudo supracaudal del macho se curva hacia abajo y la hembra está de acuerdo con el resto del caparazón. Los machos son más grandes que las hembras a diferencia de las otras especies del género Testudo, y tienen la cabeza más grande. En muchos ejemplares la determinación del sexo no es fácil y ciertamente engañosa como: montaje de ejemplares del mismo sexo, la cola del macho subdesarrollada, con características del plastrón indefinido. No es extraño que la determinación del sexo de las hembras sólo se pueda hacer mediante la identificación de los ejemplares que ponen sus huevos.

## Etología
Sentidos

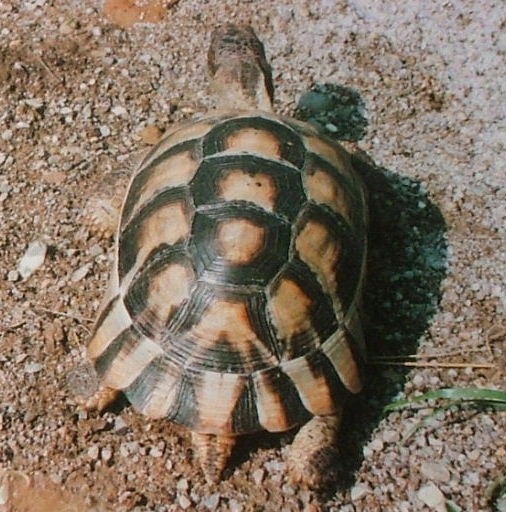
En los juveniles de T. marginata ya se aprecia el característico faldón que va creciendo con la edad.

Las tortugas tienen una vista excelente: saben distinguir formas y colores e incluso pueden reconocer personas. Tienen un sentido de la orientación muy preciso, si se las mueve unos centenares de metros del territorio al que pertenecen vuelven en poco tiempo. Son muy sensibles a las vibraciones del suelo aunque no tengan un oído desarrollado. En cambio, el olfato está bien desarrollado y tiene un papel importante en la búsqueda de alimento y de parejas sexuales.
Comportamiento
La T. marginata es ectotérmica y en las primeras horas del día necesita tomar el sol para elevar la temperatura corporal y activar las funciones metabólicas. La exposición al sol puede tener la radiación UVB y actúa en la síntesis de vitamina D. Después de alcanzar la temperatura requerida para la activación de las enzimas adecuados para las tortugas para la digestión se dedican a buscar comida. Con la temperatura de por encima de 27 °C se vuelven apáticas y buscan lugares para cavar agujeros pequeños al abrigo de la vegetación baja, o se refugian en grietas pequeñas. Con la reducción de la temperatura vuelven a salir. Se observaron tanto en Grecia como Cerdeña un grupo de madrigueras, que consiste en un largo túnel cavado en el suelo y termina en una cámara donde se refugian en la noche y en invierno. En una madriguera se contaron 12 ejemplares adultos (Trimigliozzi, 2006).
Hibernación

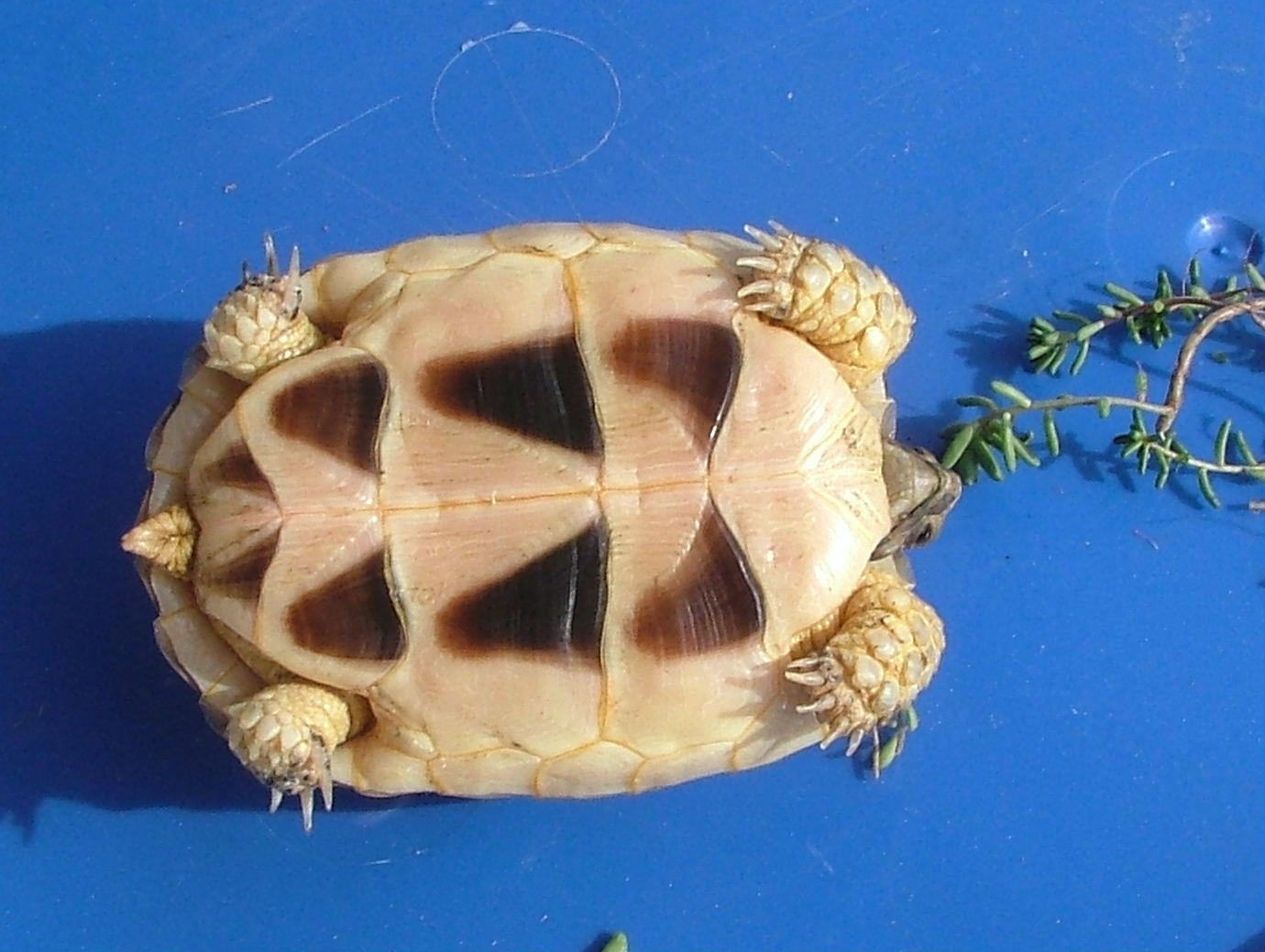
Las crías de T. marginata ya tienen los triángulos típicos de la especie.

En otoño, con la bajada de las temperaturas, los reptiles dejan de alimentarse durante hasta veinte días para poder vaciar completamente el intestino de restos de comida. Se van volviendo más apáticos y, en noviembre o diciembre, según la latitud, empiezan a enterrarse o refugiarse en lugares protegidos y caen en un estado de hibernación. La temperatura ideal para la hibernación es de 5 °C. Temperaturas inferiores a 2 °C provocan daños cerebrales o la muerte, mientras que si son superiores a 10 °C llevan la tortuga a un estado de subhibernación, peligroso ya que el animal consume más rápidamente las reservas de grasa que le deben durar todo el invierno. En estado natural, las tortugas se entierran a entre diez y veinte centímetros de profundidad.
La hibernación es una fase metabólica vital para esta especie, y lo único que la puede impedir es una enfermedad u otra circunstancia debilitante.
De hecho, la principal causa de muerte en el caso de ejemplares que han de invernar en espacios interiores preparados por criadores aficionados es la temperatura, que es demasiado alta para permitir la hibernación pero demasiado baja para que el animal se siga alimentando.
En una situación así, si se quiere mantener al animal activo, habrá que colocarlo dentro un terrario calentado con un punto cálido a 28 °C y un punto fresco y sombreado a 18 °C, con un sustrato de unos cinco centímetros de profundidad compuesto de un 40 % de turba oligotrófica, un 40 % de humus (sin fertilizantes ni pesticidas) y un 20 % de tierra de río. Es esencial que haya una lámpara de rayos ultravioletas especial para reptiles, necesaria para la síntesis de vitamina D, esencial para fijar el calcio.

## Reproducción

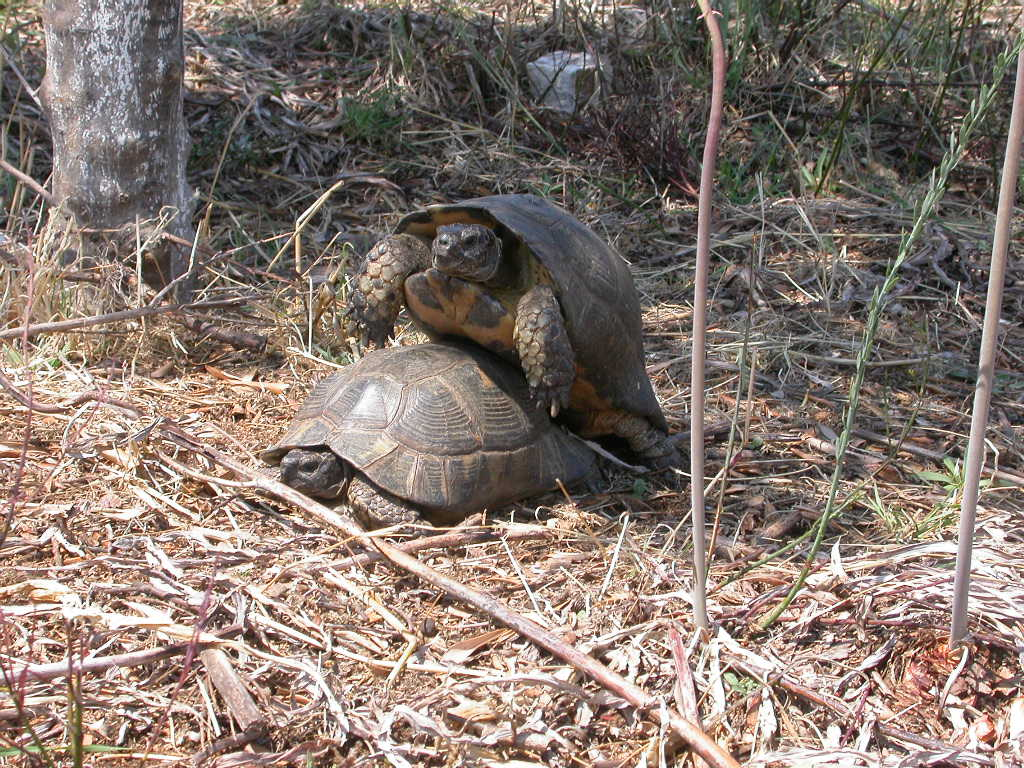
Cópula de T. marginata.

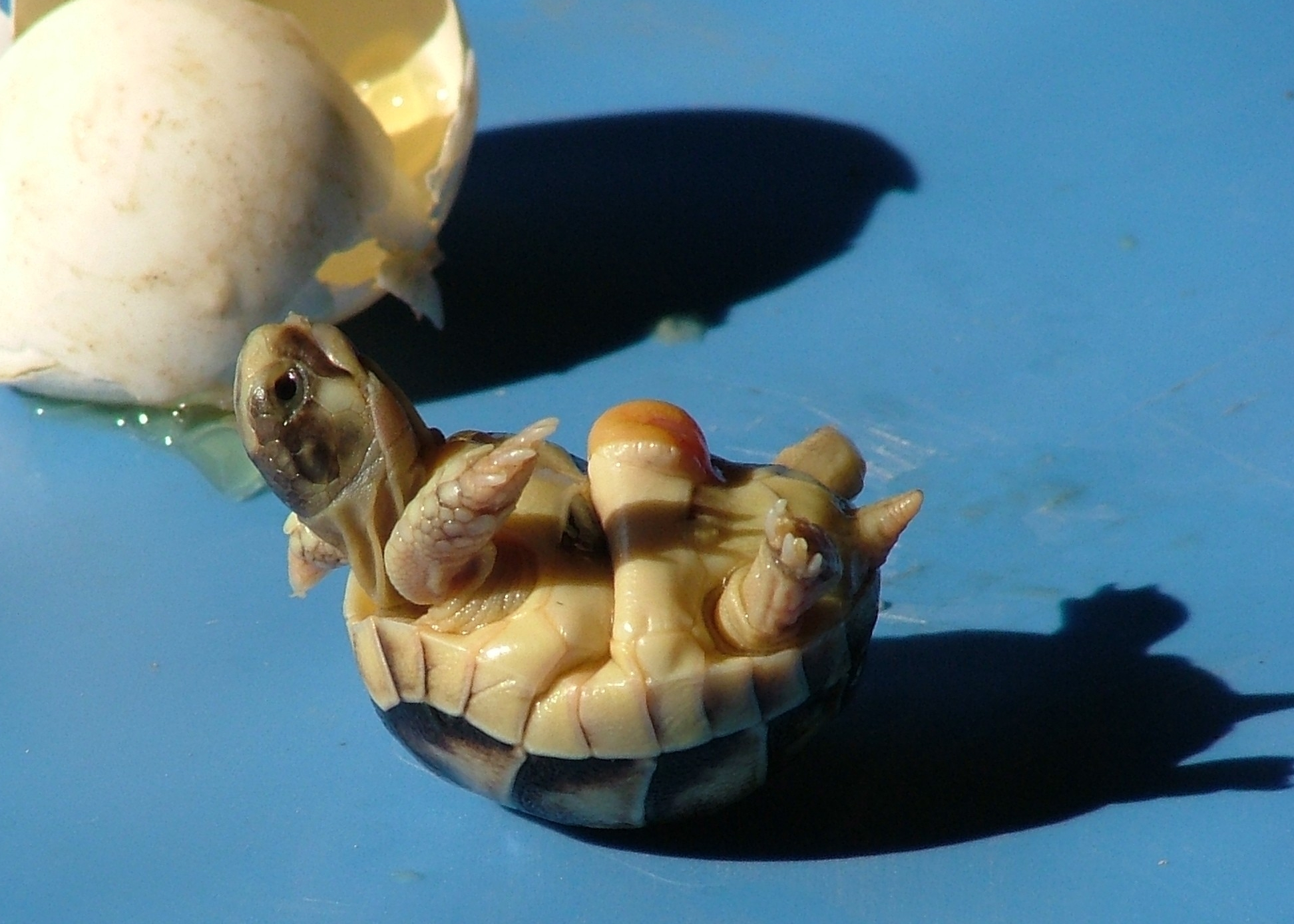
Cría de T. marginata con el saco vitelino.

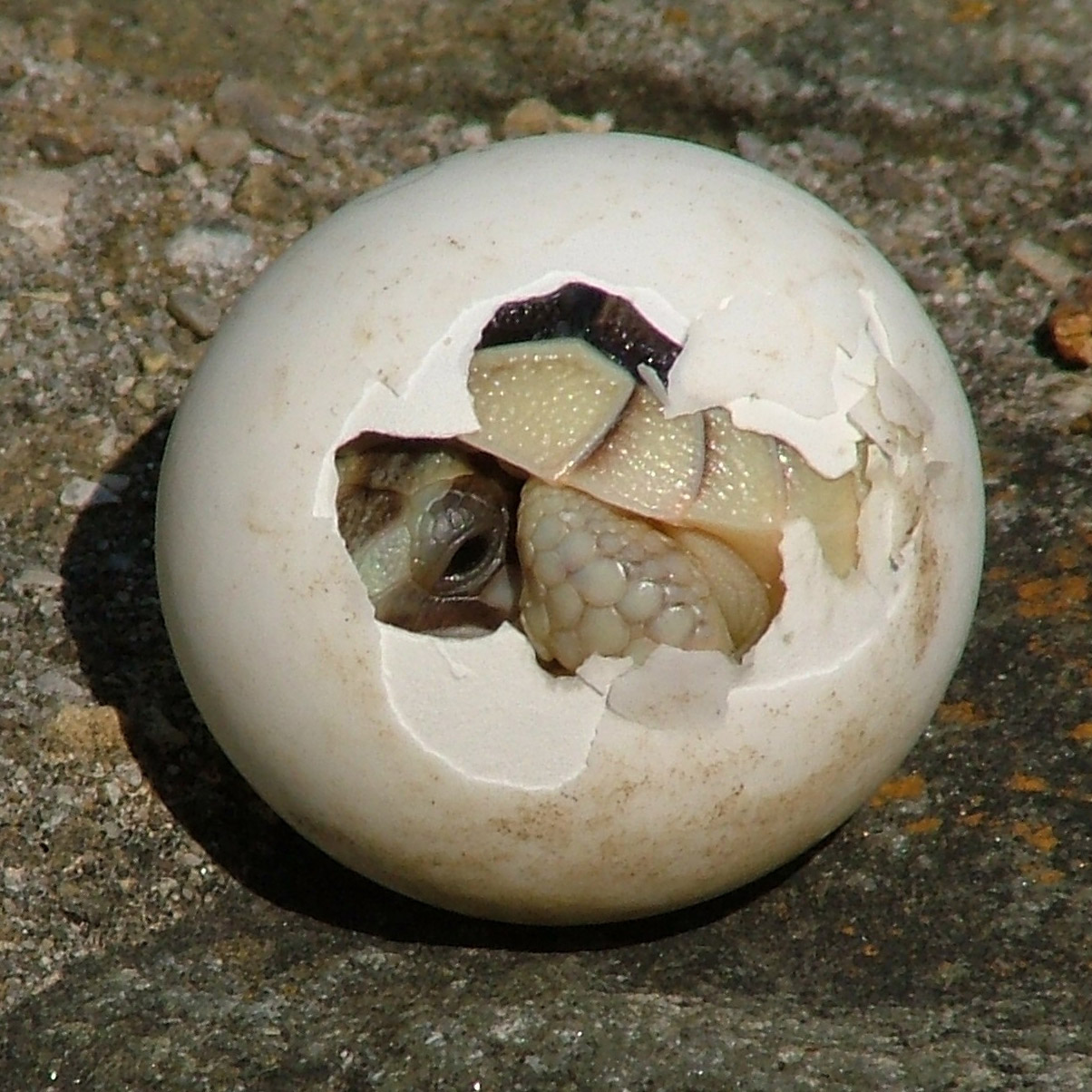
Salida del huevo de una cría de T. marginata.

Al salir de la hibernación se inicia el cortejo del macho con un ritual que incluye persecuciones, mordeduras en las patas y golpes en el caparazón de la hembra. El macho se monta en la parte posterior de la hembra para la cópula y se producen los únicos sonidos audibles de estos reptiles mudos. La hembra puede mantener el semen hasta cuatro años en un órgano especial. La T. marginata se puede juntar con la Testudo graeca filogenéticamente contiguos con el nacimiento de híbridos fértiles.
La tortuga marginada tiene una vida larga, hay informes de especímenes de más de 80 años de edad y llegan a la madurez sexual alrededor de los 10 años. Las Testudo son ovíparos, los nidos se hacen en agujeros cavados por la hembra en el suelo con las patas traseras. Las hembras de T.marginata ponen hasta cuatro veces entre mayo y julio, un número variable de huevos, generalmente en proporción con el tamaño de la hembra, pero son entre cuatro y diez. El tiempo de incubación, de dos o tres meses, y el sexo de las crías va en relación con la temperatura. Con la temperatura de incubación por debajo de 31,5 °C habrá un predominio de machos, con temperatura superior a 31,5 °C predominan las hembras. Temperaturas inferiores a 26 °C o superiores a 33 °C provocan malformaciones o la muerte del embrión. Al momento de la eclosión, a menudo facilitado por un día lluvioso, la cría utiliza para romper la cáscara el llamado "diente de huevo", un tubérculo córneo situado entre la nariz y el maxilar superior destinado a desaparecer en pocos días . La salida del huevo puede durar 48 horas hasta que absorbe el saco vitelino por completo.

## Alimentación

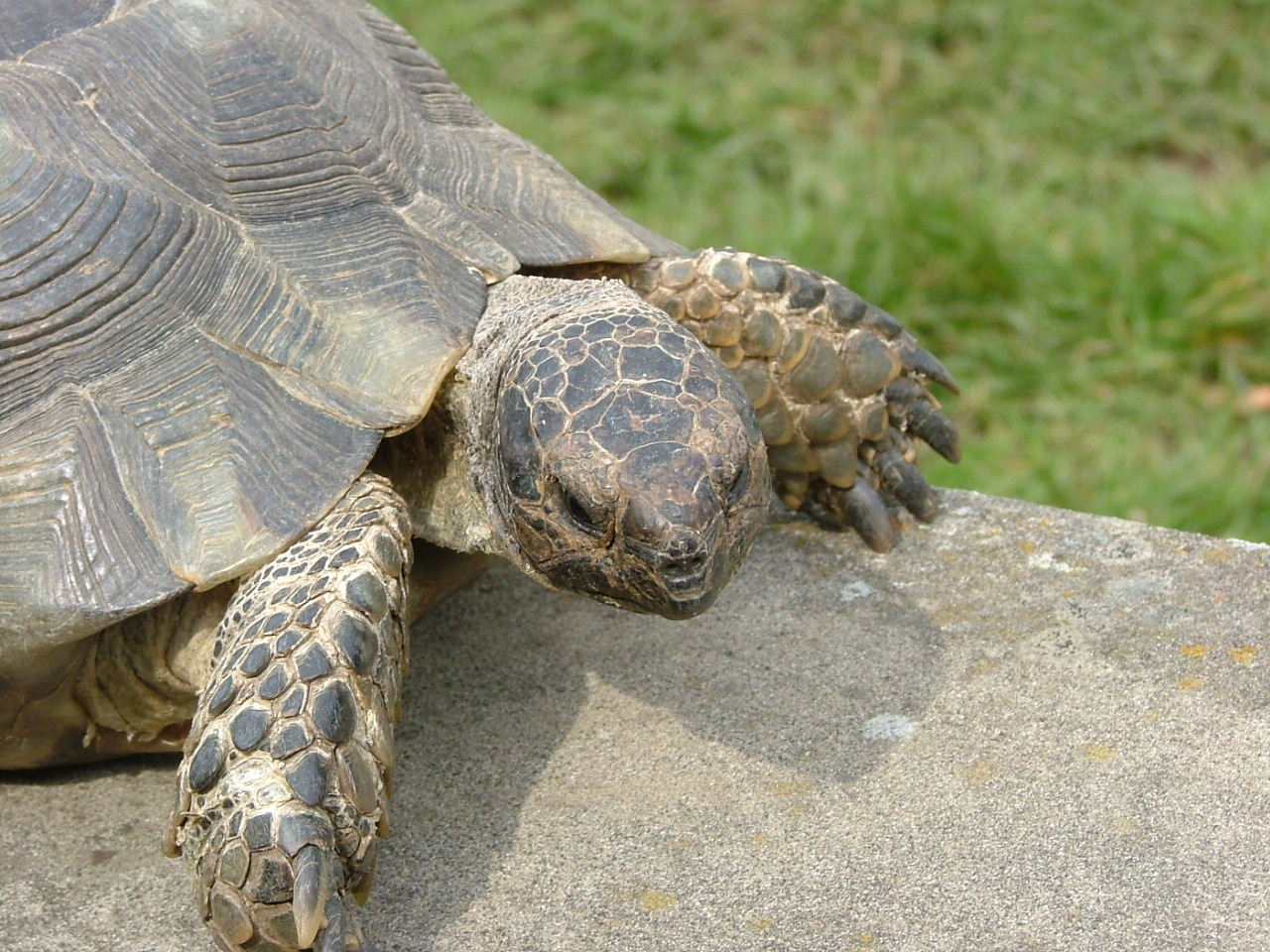
T. marginata tiene la cabeza y las patas grandes y muy oscuras.

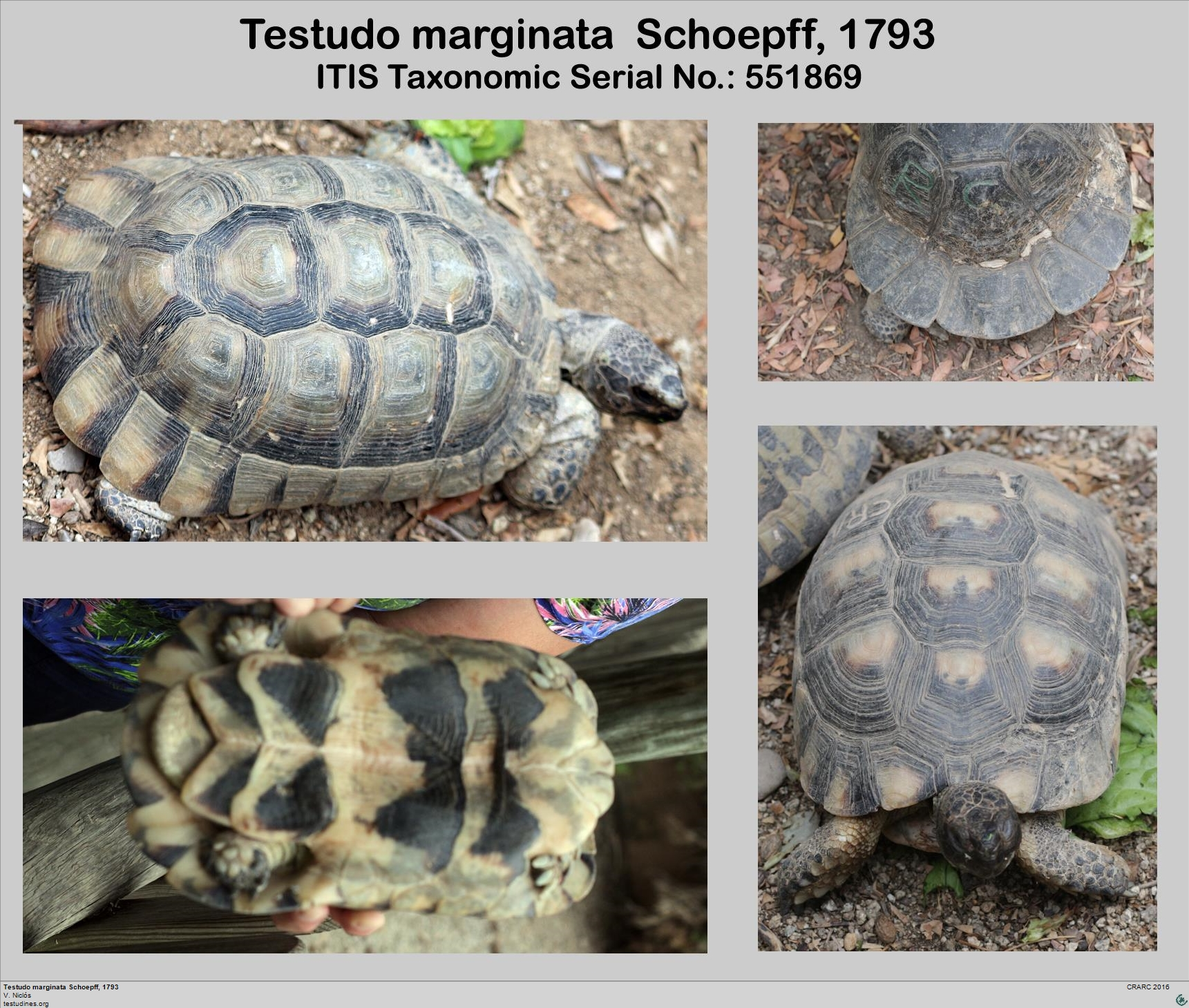

Se trata de reptiles puramente herbívoros. Los ejemplares salvajes viven en un hábitat que se caracteriza por largos periodos de sequía que los obliga a alimentarse de hierbas secas. En estos casos, complementan su dieta comiendo artrópodos o caracoles, estos últimos se los comen por el calcio que lleva la cáscara. A veces también comen heces o pequeños trozos de carroña. Su alimento es principalmente vegetariano aunque la complementa con ciertos invertebrados ocasionalmente. Según estudios de CARAPAX su alimentación se basa en más de 60 especies herbáceas diferentes, y se compone de una alta proporción de fibra y calcio y una baja proporción de proteína. Tolera mal la fruta ya que le produce diarrea y multiplicación de parásitos, y tiene demasiado azúcar y poco calcio. También consume diversas variedades de cactus y de higos chumbos, que contienen mucha fibra y mucho calcio..
Los ejemplares criados en cautividad son generalmente sobrealimentados. No se les debe dar nunca carne, leche, queso, comida para perros o gatos, huevos, pan, cítricos ni kiwis. También necesitan beber agua y han de tener cerca agua limpia para poder beber y bañarse.
La base de su alimentación son las plantas silvestres: alfalfa, cardos, diente de león, llantén, trébol, milenrama, madreselva, romero, salvia, melisa, achicoria, canónigos, berros, la achicoria amarga y la achicoria roja son algunas de las verduras aptas para alimentar las tortugas gracias a su riqueza en calcio respecto al fósforo y por las fibras que contienen. Altas dosis de proteínas o de fósforo junto con una exigua ingestión de calcio provocan deformaciones permanentes de la coraza y daños en órganos internos.
Un síntoma evidente de mala alimentación es un espaldar con las escamas puntiagudas y estriadas en las suturas, un fenómeno conocido como piramidalización. En cambio, un espaldar liso y de forma ovalada indica una alimentación correcta.

## Hábitat

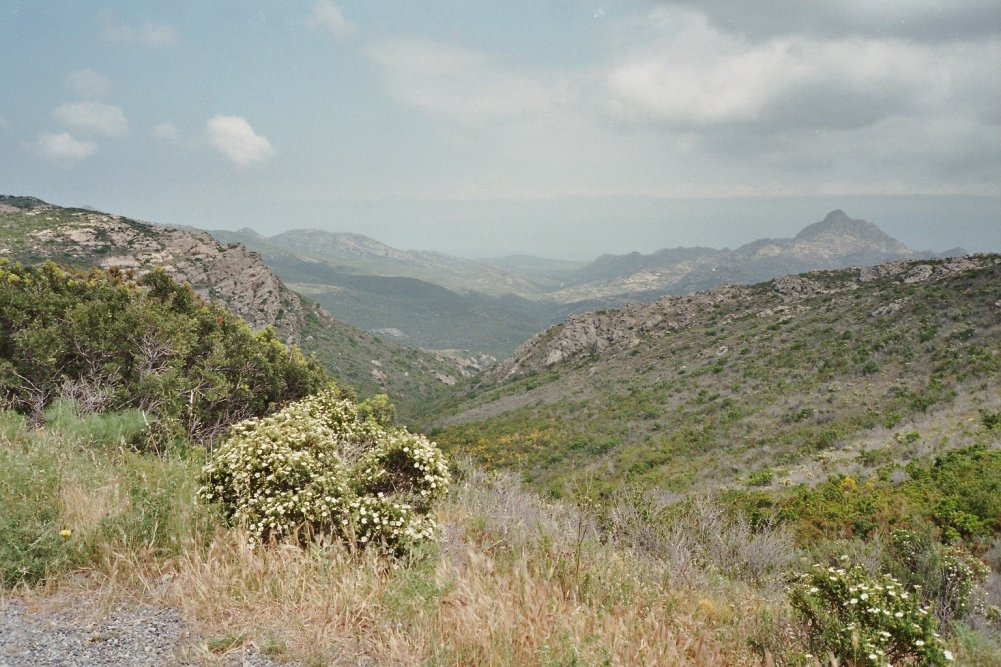
Maquia mediterránea.

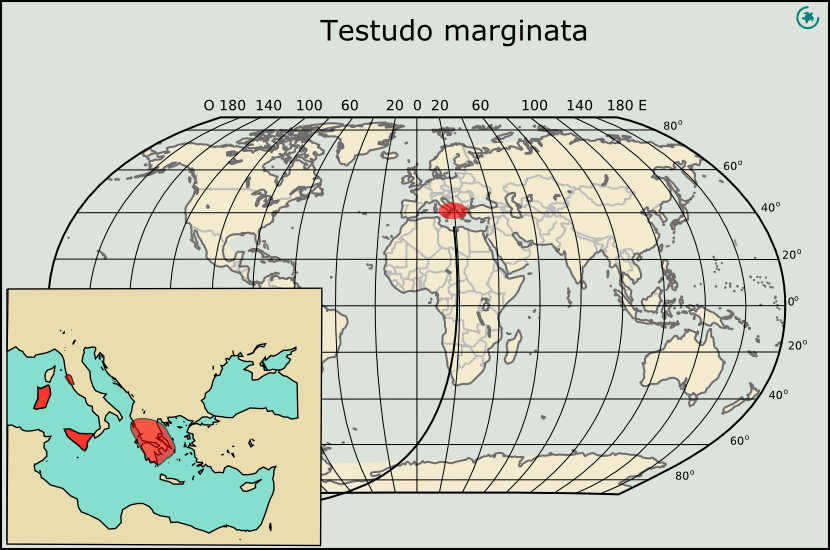
Testudo marginata, distribución

Los hábitats de la T. marginata son típicamente mediterráneos, situados dentro de la zona fitoclimática del Lauretum y caracterizados por inviernos suaves con precipitaciones moderadas, y veranos secos con temperaturas elevadas. Esta especie encuentra refugio y alimento en la vegetación baja y en los matorrales, en los arbustos de las maquias mediterráneas y en el sotobosque, llegando hasta altitudes templadas. En Grecia vive a más altitud que la tortuga mediterránea (T. Hermanni), en colinas pedregosas, donde encuentra refugios en cuevas, y también en prados llenos de plantas silvestres y flores.

## Conservación

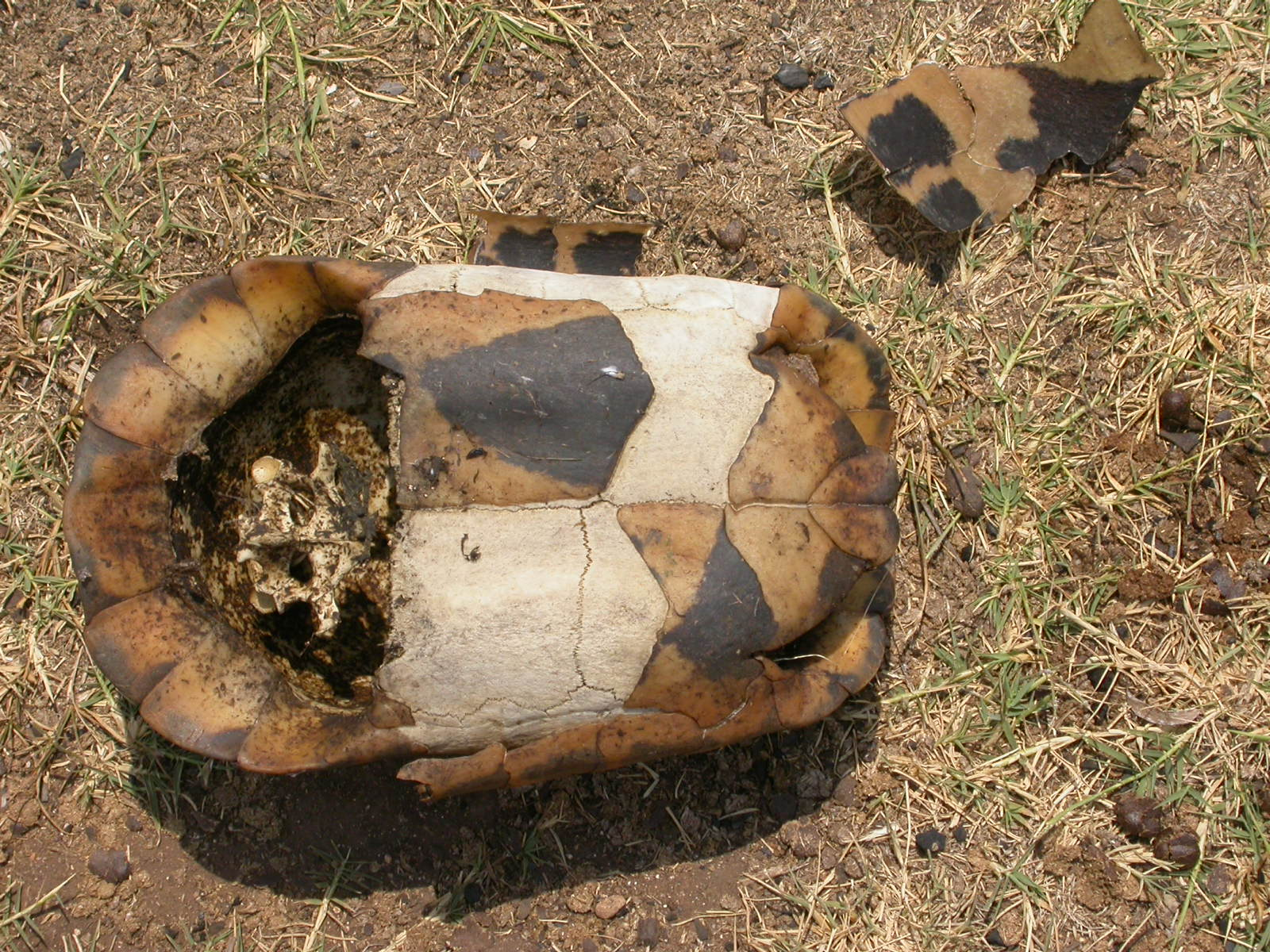
T. marginata muerta en un incendio.

Las tortugas marginadas (T. marginata) corren el riesgo de desaparecer en estado salvaje sobre todo debido a factores antropogénicos como: la agricultura mecanizada y el uso de pesticidas, el tráfico, los incendios forestales, la destrucción del medio ambiente, la urbanización salvaje, la captura ilegal y la amenaza de nuevos depredadores. La captura de tortugas como alimento para humanos parece inexistente aunque existió en el pasado, la actual prioridad para la conservación de la especie es la conservación de su hábitat, muy dañado por la extensión de la agricultura y de la urbanización, sobre todo por el turismo de masas.

## Legislación
La especie está incluida en la Red List de especies amenazadas de extinción, como todas las especies del género Testudo. La tortuga marginada (T. marginata) está protegida por la Convención de Berna. También está incluida en la CITES y el Reglamento (CE) 1332/2005 de la Comunidad Europea, de modo que queda absolutamente prohibida la captura de ejemplares salvajes y está reglamentada la cría y el comercio de ejemplares en cautividad.

## Arte y cultura

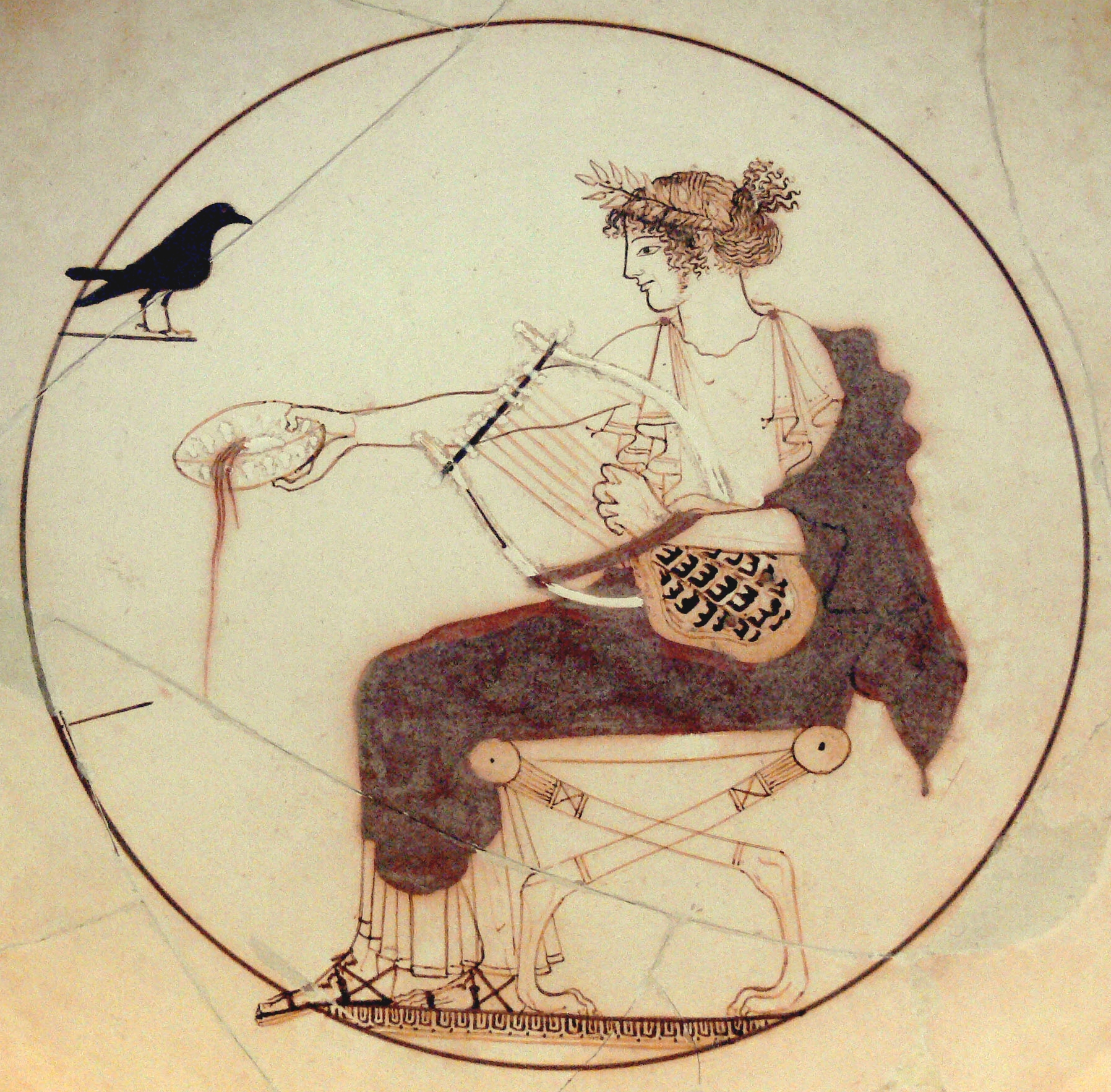
Apolo con el caparazón de unaTestudo, pintura griega, 460 a. C.

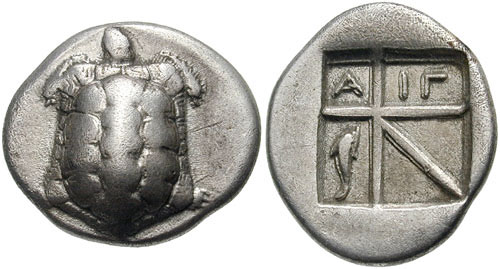
Dracma de Egina.

La tortuga marginada (T. marginata) fue probablemente introducida por primera vez en la península italiana por los etruscos, desde la antigüedad ha sido capturada y criada como alimento, herramienta o animal de compañía . Del caparazón, el más grande de todas las tortugas del género Testudo, se hacían objetos variados de uso común, preciosos complementos de obras de ebanistería o joyería, o cajas de resonancia para usos musicales. La mitología griega narra que el inventor de la lira fue Hermes. Un día, el dios encontró una tortuga dentro de una cueva. La mató, cogió el caparazón y, poniendo siete cuerdas de tripa de oveja sobre cuernos de antílope, hizo el instrumento musical. A continuación, Hermes la regaló a Apolo, y éste a su hijo Orfeo. En las sepulturas antiguas se han encontrado muchos caparazones u objetos hechos de caparazones, de los variados hallazgos se teoriza (aunque podrían ser intrusiones postdipositarias) que los etruscos ponían tortugas vivas dentro de las tumbas. Los hallazgos de caparazones en la casa de Julio Polibio en Pompeya confirman que estos reptiles eran criados en la época romana como animales de compañía. En literatura, es recurrente el personaje de la tortuga como símbolo de longevidad y de tranquilidad. La liebre y la tortuga, de Esopo, es un ejemplo famoso. En matemáticas se puede destacar Aquiles y la tortuga, la segunda de las paradojas formuladas por Zenón de Elea.